# نوتاوا، شهرستان سنت جوزف، میشیگان
نوتاوا (به انگلیسی: Nottawa Township) یک منطقهٔ مسکونی در ایالات متحده آمریکا است که در شهرستان سنت ژوزف، میشیگان واقع شده‌است.
 نوتاوا ۹۷٫۴ کیلومتر مربع مساحت و ۳٬۹۹۹ نفر جمعیت دارد و ۲۵۴ متر بالاتر از سطح دریا واقع شده‌است.